# Candillargues
Candillargues település Franciaországban, Hérault megyében. Lakosainak száma 2102 fő (2022. január 1.). Candillargues Lansargues, Mauguio és Mudaison községekkel határos.

## Népesség
A település népességének változása:
| Lakosok száma | 311  | 476  | 687  | 1241 | 1559 | 1633 | 1742 | 1950 | 2003 | 2102 |
|               | 1968 | 1982 | 1990 | 2006 | 2013 | 2015 | 2017 | 2019 | 2020 | 2022 |